# Microplitis elegans
Microplitis elegans är en stekelart som beskrevs av Timon-david 1944. Microplitis elegans ingår i släktet Microplitis och familjen bracksteklar. Inga underarter finns listade i Catalogue of Life.